# Nörd-Grundträsket
Nörd-Grundträsket är en sjö i Älvsbyns kommun i Norrbotten och ingår i Piteälvens huvudavrinningsområde. Sjön har en area på 0,877 kvadratkilometer och ligger 198,1 meter över havet. Sjön avvattnas av vattendraget Grundträskbäcken.

## Delavrinningsområde
Nörd-Grundträsket ingår i det delavrinningsområde (730857-170121) som SMHI kallar för Utloppet av Nörd-Grundträsket. Medelhöjden är 261 meter över havet och ytan är 18,6 kvadratkilometer. Räknas de 7 avrinningsområdena uppströms in blir den ackumulerade arean 97,24 kvadratkilometer. Grundträskbäcken som avvattnar avrinningsområdet har biflödesordning 2, vilket innebär att vattnet flödar genom totalt 2 vattendrag innan det når havet efter 100 kilometer. Avrinningsområdet består mestadels av skog (82 procent) och sankmarker (11 procent). Avrinningsområdet har 0,89 kvadratkilometer vattenytor vilket ger det en sjöprocent på 4,8 procent.